# 費爾南多·蒂索內
費爾南多·蒂索內（西班牙語：Fernando Tissone；1986年7月24日—）是一位阿根廷足球運動員。在場上的位置是中場。他現在效力於烏克蘭足球超級聯賽球隊喀爾巴阡。他也擁有意大利護照。